# Compagnie française d'assurance pour le commerce extérieur
Coface (Compagnie française d'assurance pour le commerce extérieur) est une société d'assurance crédit dont la mission est d'aider les entreprises à se développer en assurant le risque d'insolvabilité de leurs clients, et à prendre les décisions de crédit nécessaires pour renforcer leur capacité à vendre sur leurs marchés nationaux et d'exportation.
L'entreprise revendique 50 000 clients, plus de 4 100 collaborateurs, et une présence dans 100 pays.
Elle propose une gamme de services pour la gestion du poste clients : assurance crédit, recouvrement de créances, affacturage, information d'entreprises et caution.
Le groupe Coface est noté A2 perspective stable par Moody's et AA- perspective stable par Fitch Ratings. Ces notes sont régulièrement confirmées,.
Créée en 1946 et privatisée en 1994, Coface est une société anonyme dirigée par un conseil d'administration constitué en France.

## Activités de Coface

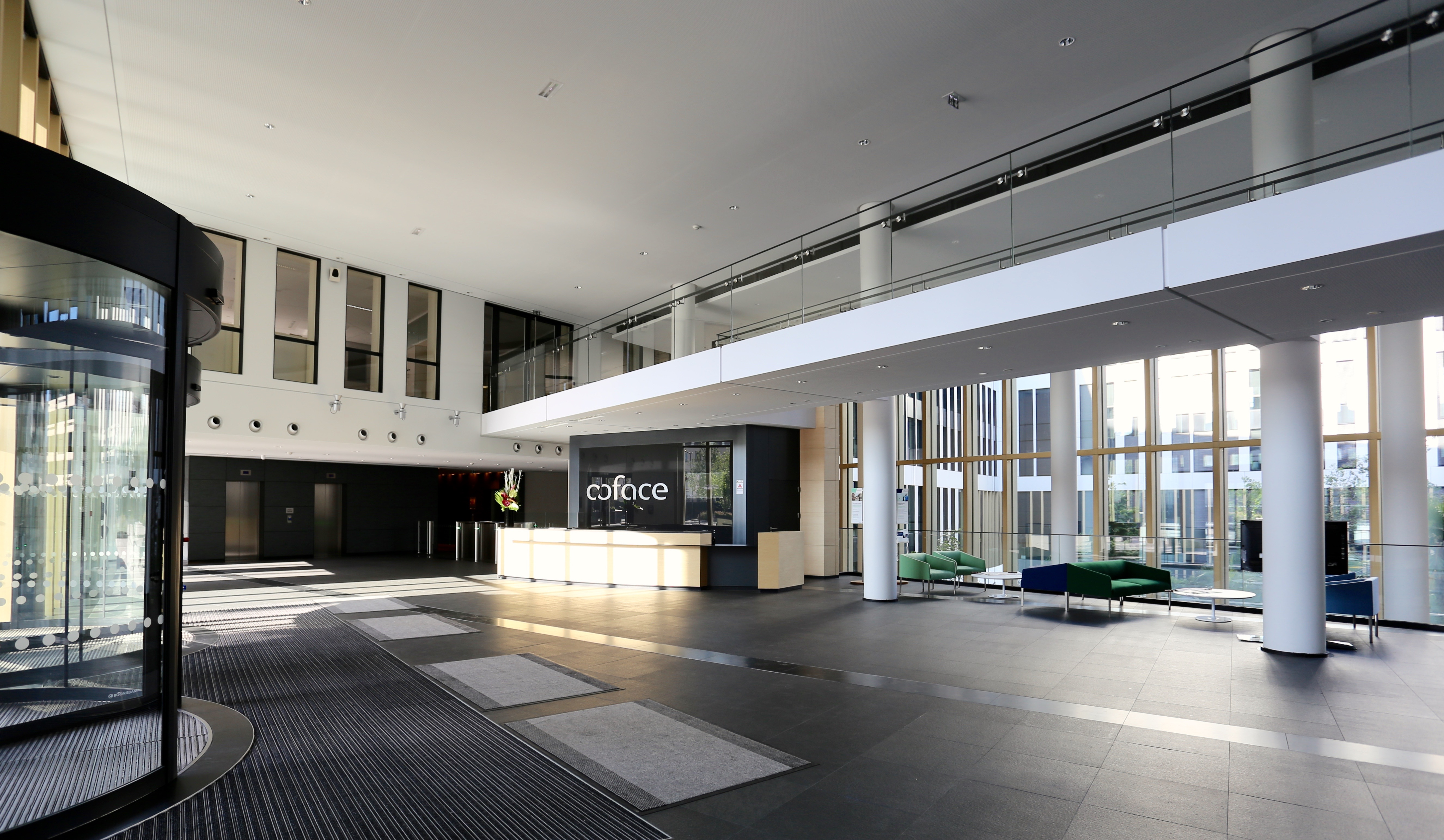
Accueil du siège de Coface à Bois-Colombes (France).

Les activités de Coface sont l’assurance-crédit, le recouvrement de créances commerciales, l'information d'entreprises, l'affacturage, le cautionnement, la recherche économique.

## Historique

### Contexte historique et création
Après la Seconde Guerre mondiale, le gouvernement français réforme le système d'accompagnement à l'exportation, et décide de séparer l'octroi de crédits et l'assurance-crédit. Coface est alors créée comme compagnie d'assurance spécialisée dans l'assurance crédit à l'exportation, et chargée de couvrir tous les risques, commerciaux et politiques, à l'export.
Un double mandat est confié à Coface : L'entreprise assure pour le compte de l'État les risques politiques, monétaires (de transfert) ou catastrophiques ainsi que les risques commerciaux extraordinaires, et pour son propre compte, les risques commerciaux ordinaires.
De 1946 à 1966, selon une étude de l'université de Montréal, Coface « devient partie intégrante du processus d'exportation », car l'obtention de sa garantie décide souvent de la conclusion, ou non, d'un contrat : « L'insertion accrue de la société dans les mécanismes de l’exportation reflète autant une demande des clients que sa faculté de prendre en compte les tendances nouvelles ».

### Développement international et privatisation
Coface se développe ensuite au niveau international par croissance interne et externe en acquérant des compagnies d'assurance-crédit ou en créant de nouvelles filiales ou succursales.
En 1992, Coface prend des participations dans La Viscontea (compagnie italienne d'assurance caution et d’assurance-crédit). En 1993, Coface prend des participations dans la London Bridge Finance (compagnie financière britannique offrant des services d’assurance-crédit). La même année, Coface développe un réseau de partenaires.
En 1994, la société est privatisée.
En 1996, elle rachète l'assureur-crédit allemand AK (Allgemeine Kredit, compagnie allemande fournissant des solutions d’assurance-crédit domestique et export), et en 1997 l'autrichien OKV (Osterreichische Kreditversicherung, assureur-crédit autrichien).
En 2002, Natexis Banques Populaires (devenu depuis : Natixis) devient actionnaire majoritaire de Coface. La même année, l'entreprise rachète le portefeuille de Continental aux États-Unis en 2002. En 2006, Coface devient filiale à 100 % de Natixis (elle-même filiale des Banques Populaires et des Caisses d'Épargne), qui regroupe les activités de banque de financement, d'investissement, de gestion d'actifs et de services financiers.
En 2008, la Coface s'implante en Égypte. En 2009, l'entreprise s'étend au Viêt Nam et au Gabon. La crise de 2008/2009 provoque la faillite de nombreuses entreprises dans le monde entier, mettant Coface à contribution pour indemniser de très nombreuses sociétés (Coface connaîtra une perte de 163 millions d'euro en 2009).
En 2010, Coface ouvre des bureaux en Russie.
Le 27 juin 2014, Coface fait son entrée à la Bourse de Paris (Euronext Paris, indice CAC Small).
Le 1er janvier 2017, les garanties publiques sont transférées au sein de Bpifrance, mettant ainsi un point final aux activités de Coface pour l’État Français. En 2018, Coface annonce l'acquisition de PKZ, leader du marché de l'assurance-crédit en Slovénie, et filiale de SID Bank.
Le 25 février 2020, Natixis a annoncé avoir signé un accord de partenariat avec Arch Capital Group portant sur la cession de 29,5% du capital de Coface pour 480 millions €. Le 6 janvier 2022, Natixis vend sa participation résiduelle dans Coface.
En juillet 2020, Coface finalise l’acquisition de GIEK Kredittforsikring AS pour renforcer sa position sur le marché nord européen.
En novembre 2020, Coface signe la charte d'engagement LGBT+ de L'autre cercle, association française œuvrant pour l'insertion des personnes LGBT+ dans le monde du travail.

## Chiffres-clés

### Position sur le marché
Environ 80 % du marché mondial de l'assurance crédit est détenu par trois acteurs (par ordre d'importance du chiffre d'affaires) : Euler Hermes (groupe Allianz), Atradius (Grupo Catalana Occidente) et Coface, qui détient 19 % du marché en 2014.

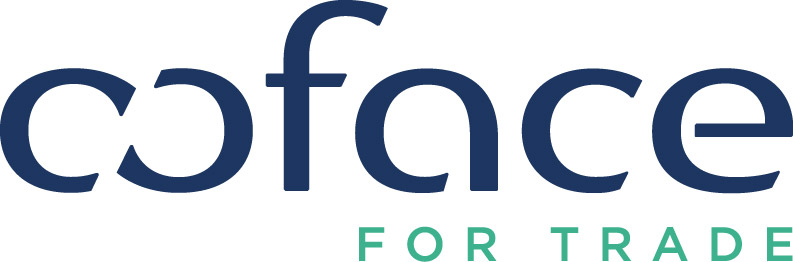
Logo Coface

## Critiques
L'activité garanties publiques qui était gérée par Coface jusqu'en janvier 2017, et pour laquelle l'État français était décisionnaire, avait fait l'objet de deux grands types de critiques :